# Ніл Сандерсон
Ніл Крістофер Сандерсон (англ. Neil Christopher Sanderson; 17 грудня 1978, Пітерборо, Онтаріо, Канада) — канадський ударник і співзасновник гурту Three Days Grace.

## Біографія
Народився в Пітерборо, Онтаріо, Канада. Джон Бонем, Денні Керей, Стюарт Коупленд, гурти Led Zeppelin, Tool, The Doors, Portishead — посіли найголовніше місце в музичному впливі на майбутнього барабанщика. Через декілька років після народження Ніла його родина переїхала до Норвуду, Онтаріо, Канада. Хлопчик почав вчитися гри на фортепіано ще до того, як пішов у школу. Відвідуючи Норвудську початкову школу, Ніл почав грати на барабанах.
Навчаючись у 9 класі в 1992 році, Ніл познайомився з Адамом Гонтьє, Бредом Волстом, Філом Сровом і Джої Грантом. Хлопці знайшли спільні інтереси в музиці і створили свій власний гурт під назвою Groundswell. Ніл грав на барабанах, Адам посідав місце головного соліста, Бред вчився грати на бас-гітарі, Філ і Джої грали на електрогітарах. Осередком гурт Groundswell став гараж Бреда. Хлопці намагалися зіграти пісні, які чули по радіо і помаленьку писали свої власні пісні. В 1995 році гурту вдалося випустити свій дебютний альбом «Wave Of Popular Feeling». Восени 1995 року Філ і Джої покинули гурт і Groundswell розпався. З 1996 по 1997 роки Ніл був барабанщиком гурту Thousand Foot Krutch.
В 1997 році Адам, Ніл і Бред об'єдналися в новий гурт — Three Days Grace, і переїхали в Пітерборо, де виступали в різних барах, кафе. Наприкінці 1997 року учасники гурту перебралися в Торонто, Канада. Невдовзі з ними зв'язався відомий продюсер Гевін Браун і запропонував попрацювати разом. Створивши гучний хіт «I Hate Everything About You», гурт підписав контракт з лейблом Jive Records. У 2000 році Three Days Grace випустив міні-альбом «Three Days Grace (demos)», що включав у себе їх чотири пісні.
Почавши професійну музичну кар'єру, гурт перебрався до Лонг В'ю Фарм в Північному Брукфілді, Массачусетс, США. Працюючи над альбом, хлопці відвідали багато міст і студій. Вони закінчили записувати альбом в березні 2003 року в Вудстоку, Нью-Йорк, США. 14 липня 2003 року вийшов перший сингл альбому – «I Hate Everything About You», який став одним із найкращих хітів гурту. 22 липня 2003 відбувся офіційний реліз альбому «Three Days Grace». Невдовзі до гурту приєднався Баррі Сток, що грає на електро гітарі і досі. Справи гурту пішли вгору, вони випустили ще два сингли – «Just Like You» і «Home». Three Days Grace проводив багато концертів не тільки в Канаді і США, а й навіть відвідав Ріо-де-Жанейро, Бразилія. Проте під час турне учасники гурту стали все менше і менше проводити час один з одним. Вони захопились «зірковим життям» і забули про свої дружні стосунки. Найбільше перепало Адаму, що став наркозалежним.
Ніл, Бред, Баррі та дівчина Адама, Наомі, підтримали свого соліста і Адам погодився пройти лікування в «Центрі залежності і психічного здоров'я». Після завершення лікування, 13 червня 2006 року гурт випустив свій другий альбом – «One-X». Пісні «Animal I Have Become», «Pain», «Never Too Late» і «Riot» стали синглами альбому «One-X». Випустивши альбом, «Three Days Grace» багато гастролював. У серпні 2008 року гурт випустив свій перший DVD з концертом в Детройті, Мічиган, США.
22 вересня 2009 року вийшов третій альбом гурту — «Life Starts Now». Ніл власноруч написав і виконав музику для пісні «Last To Know» та акустичної версії пісні «World So Cold». Поява звучання фортепіано надало альбому свіжості і оригінальності. Чотири пісні альбому стали синглами: «Break», «The Good Life», «World So Cold» і «Lost In You».
2 жовтня 2012 року вийшов четвертий студійний альбом гурту — «Transit of Venus». Синглами стали пісні «Chalk Outline», «The High Road» і «Misery Loves My Company». 9 січня 2013 року соліст Three Days Grace — Адам Гонтьє, покинув гурт .

## Роботи
Three Days Grace:
- Three Days Grace (2003)
- One-X (2006)
- Life Starts Now (2009)
- Transit of Venus (2012)
- Human (2015)
- Outsider (2018)
- Explosions (2022)